# Райони Харкова
Територія сучасного Харкова поділяється на дев'ять адміністративно-територіальних одиниць — районів у місті:

## Перелік
| Райони Харкова  | Райони Харкова       | Райони Харкова    |
| --------------- | -------------------- | ----------------- |
| Район           | Населення, тис. осіб | Площа             |
| Індустріальний  | 155,8                | 3339 га, 33.4 км² |
| Київський       | 188,7                | 4569 га, 45.7 км² |
| Неми́шлянський   | 144,2                | 2229 га, 22.3 км² |
| Новобаварський  | 111,2                | 3471 га, 34.7 км² |
| Основ'янський   | 96,5                 | 4532 га, 45.3 км² |
| Салтівський     | 310,3                | 2401 га, 24 км²   |
| Слобідський     | 149,8                | 2434 га, 24.3 км² |
| Холодногірський | 93,8                 | 3211 га, 32.1 км² |
| Шевченківський  | 220,6                | 4418 га, 44.2 км² |

## Історія

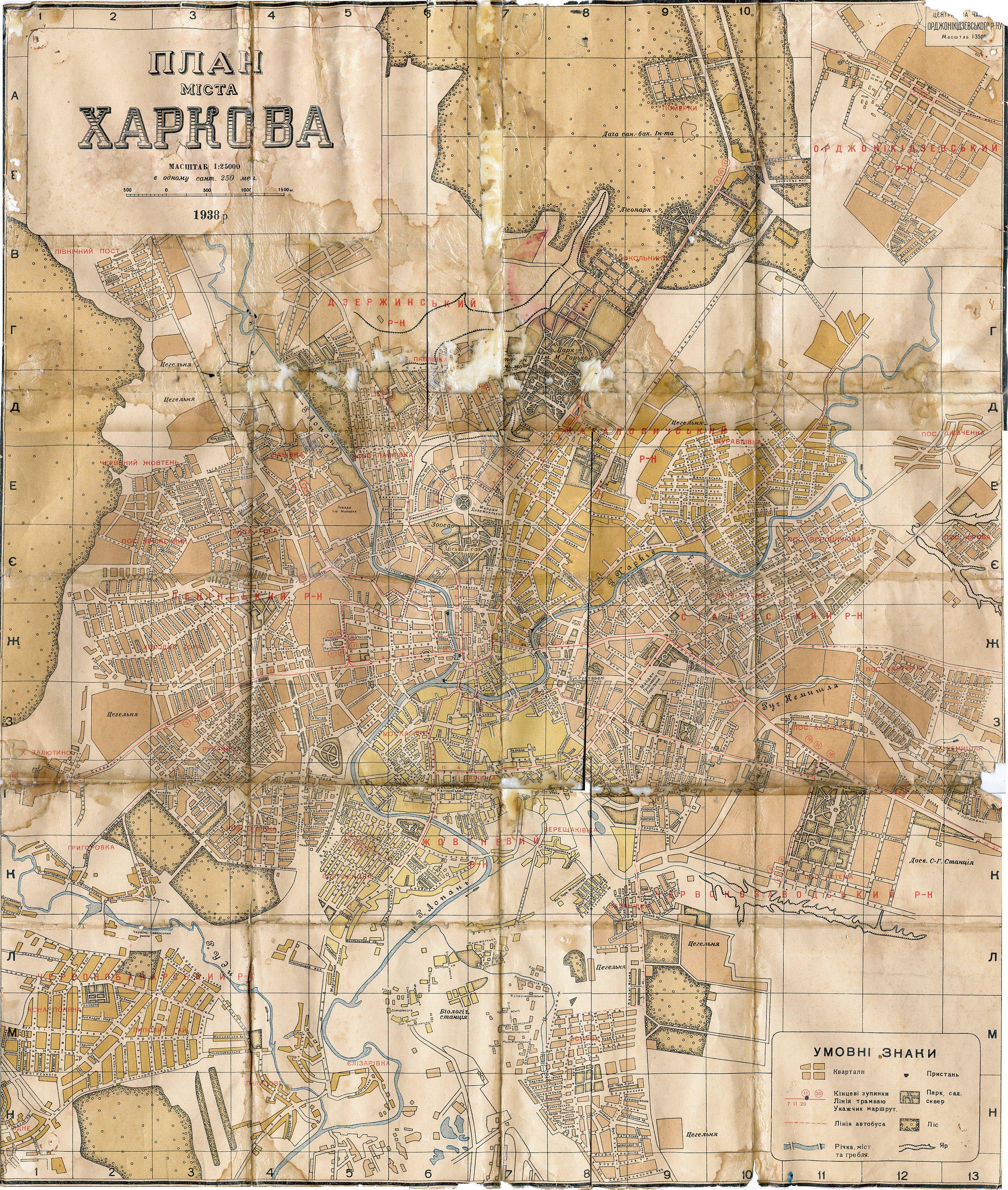
Мапа Харкова (1938 рік) із нанесеними межами тодішніх районів

У 1724 році у Харкові було 57 вулиць. Територія міста була поділена на 10 церковних приходів.
У XVIII столітті Харків складався з міської частини — територія Університетської гірки, де в XVII столітті існувала фортеця, безпосередньо примикав до неї Харківський Поділ, Захарківська і Залопанська слободи.
Вперше поділ Харкова на райони, який проіснував до 1917 року, відбувся на початку XIX століття. Він мав на меті здійснення поліцейського нагляду за порядком та медико-санітарним обслуговуванням населення.
1917 року було створено Жовтневий район, 1918 року — Івано-Лисогірський.
З 1919 року Харків був столицею Радянської України. Сюди переїхав уряд республіки і ЦК КП/б/У.
26 січня 1919 року на засіданні Центральної комісії з організації районних рад спільно з колегією відділу внутрішніх справ Харків було розділено на три райони:
- Івано-Лисогірський;
- Петинсько-Журавлівський (згодом Петинський);
- Основ'янсько-Холодногірський.

Виконавчі комітети районних рад народних депутатів міста Харкова вперше утворені в березні 1919 р. після виборів Іваново-Лисогірської, Основ'яно-Холодногірської і Петинсько-Журавлівської районних рад робітничих, селянських і червоноармійських депутатів міста Харкова. Тимчасово припинили діяльність у другому півріччі 1919 р. під час захоплення Харкова денікінцями. В кінці грудня 1919 р. були утворені тимчасові районні революційні комітети, які існували до кінця квітня 1920 р., до передачі управління новообраним районним радам і їх виконкомам.
У період НЕПу райони в місті 1921 року були скасовані та продовжували своє існування тільки як партійні.
У 1924 році було встановлено нову міську межу Харкова, до нової міської межі увійшло 59 населених пунктів, площа міста зросла в 3,64 раза. Нову Баварію, Липову Рощу, Ясну Поляну включено до складу Червоно-Баварської районної ради.
11 вересня 1924 року Петинсько-Журавлівський район перейменовано у Червонозаводський (рос. Краснозаводский).
У жовтні 1924 року Основ'янсько-Холодногірський район став Жовтневим.
У 1925 році утворено Ново-Баварський район.
У 1929 році на засіданні Президії Харківської міської ради робітничих та червоноармійських депутатів Івано-Лисогірский район перейменували у Ленінський.
Постановою секретаріату Всеукраїнського центрального виконавчого комітету від 16.07.1930, протоколом № 44/529 утворено Дзержинський, Ленінський та Жовтневий райони.
У квітні 1931 року було утворено Тракторобудівельну районну раду.
26 червня 1932 року постановою секретаріату ВУЦВК створені Дзержинський, Кагановичський, Червонозаводський райони.
На засіданні Президії ВУЦВК від 4 серпня 1932 року ухвалили рішення щодо створення у місті Харкові двох нових районних рад — у Дзержинському та Червонозаводському районах.
17 жовтня 1934 року у Харкові існували такі адміністративно-територіальні райони: Дзержинський, Жовтневий, Ленінський, Червонозаводський, Червонобаварський, Тракторний.
У 1935 році Ново-Баварський район перейменовано у Червонобаварський.
03 квітня 1935 року постановою Президії Харківської міської ради Тракторобудівельному району надано ім'я Серго Орджонікідзе.
Постановою секретаріату Всеукраїнського центрального виконавчого комітету від 08 лютого 1936 року утворено Орджонікідзевський район.
02 вересня 1937 року утворено Сталінський район.
04 січня 1938 року на засіданні Президії Харківської міської ради утворено Кагановичський та Сталінський райони.
08 березня 1940 року виконавчий комітет міста Харкова утворив Комінтернівський район. З 1940 року у місті було 9 районів: Дзержинський, Жовтневий, Кагановичський, Комінтернівський, Ленінський, Орджонікідзевський, Сталінський, Червонобаварський, Червонозаводський райони.
У 1941—1943 роках при німецькій військовій адміністрації і місті утворено 10 районів: Шевченківський, Нагірний, Немишлянський, Петинський, Квітко-Основ'янський, Благовіщенський, Новобаварський, Холодногірський, Тракторний, Павлівський.
У 1946 році утворено 9 нових районів: Дзержинський, Жовтневий, Кагановичський, Комінтернівський, Ленінський, Орджонікідзевський, Сталінський, Червонобаварський і Червонозаводський.
12 серпня 1959 року Червонобаварський район приєднано до Жовтневого.
21 жовтня 1957 року Кагановичський район перейменовано на Київський.
14 вересня 1961 року Сталінський район перейменовано на Московський.
З 1967 року за Червонозаводським районом у російськомовному варіанті закріплюється назва Червонозаводский (замість Краснозаводской).
Указом Президії Верховної Ради Української РСР від 12.04.1973 з частин Комінтернівського, Орджонікідзевського та Московського районів створено Фрунзенський район.
На сесії Харківської міської ради, що відбулася 25 листопада 2009 року, було вирішено не утворювати районні у місті Харкові ради після закінчення терміну їх повноважень (ліквідувати їх із весни 2010 року). Також після сесії міський голова Михайло Добкін заявив про скорочення з-поміж районів у місті заради оптимізації за кількістю мешканців.
2 лютого 2016 року розпорядженням Харківського міського голови Геннадія Кернеса у порядку декомунізації перейменовано частину районів Харкова, при цьому сама ж міська влада здійснила спробу залишити частину комуністичних назв:
- Дзержинський – Шевченківський
- Ленінський – Холодногірський
- Жовтневий – Жовтневий на честь свята 14 жовтня (спроба залишити стару назву)
- Фрунзенський – Фрунзенський на честь радянського військового Тимура Фрунзе (спроба залишити стару назву)
- Орджонікідзевський – Індустріальний

17 травня 2016 року розпорядженням голови Харківської обласної державної адміністрації завершено процес перейменування районів відповідно до закону про декомунізацію:
- Жовтневий — Новобаварський
- Комінтернівський — Слобідський
- Фрунзенський — Немишлянський
- Червонозаводський — Основ'янський

11 травня 2022 року на позачерговій сесії Харківської міської ради Московський район перейменовано на Салтівський, чим було завершено процес зміни колоніальних назв районів Харкова.

### Історія назв
| Історія районів Харкова | Історія районів Харкова        | Історія районів Харкова                                      |
| ----------------------- | ------------------------------ | ------------------------------------------------------------ |
| Сучасна назва           | Назва до 2016 / 2022           | Інші назви                                                   |
| Індустріальний          | Орджонікідзевський (1936—2016) | Тракторобудівельний (Тракторний) район (1931—1936)           |
| Київський, з 1957 року  | Київський                      | Кагановичський (1932—1957)                                   |
| Неми́шлянський           | Фрунзенський (1973—2016)       | Утворений 1973 року                                          |
| Новобаварський          | Жовтневий (1917—2016)          | Утворений 1917 року, у 1959 році приєднано Червонобаварський |
|                         | Червонобаварський, 1935—1959   | Ново-Баварський, 1925—1935                                   |
| Основ'янський           | Червонозаводський (1924-2016)  | Петинсько-Журавлівський (Петинський) (1919—1924)             |
| Салтівський             | Московський (1961—2022)        | Сталінський (1937—1961)                                      |
| Слобідський             | Комінтернівський (1938—2016)   | Утворений 1938 року                                          |
| Холодногірський         | Ленінський (1924—2016)         | Іваново-Лисогірський (1918—1924)                             |
|                         | Основ'янсько-Холодногірський   | Один з трьох районів Харкова у 1919 році                     |
| Шевченківський          | Дзержинський (1932—2016)       | Утворений 1932 року                                          |